# Keith Millard
Keith Joseph Millard (* 18. März 1962 in Pleasanton, Kalifornien) ist ein ehemaliger US-amerikanischer American-Football-Spieler. Er spielte als Defensive Tackle und Defensive End unter anderem in der National Football League (NFL) bei den Minnesota Vikings. 

## Spielerlaufbahn

### Collegekarriere
Keith Millard besuchte in seiner Heimatstadt die Highschool, wo er als Linebacker und Tight End American Football spielte. Von 1980 bis 1983 studierte er an der Washington State University und spielte dort für die Washington State Cougars Football. Millard wurde in seinem ersten Studienjahr als Tight End in der Offense der Mannschaft eingesetzt und wechselte danach in die Defense und spielte dort als Defensive Tackle. Im Jahr 1981 spielte er mit seiner Mannschaft im Holiday Bowl. Das Spiel gegen die Brigham Young University ging mit 38:36 verloren. In seinem letzten Studienjahr wurde er in die Auswahl der Pacific-10 Conference gewählt und zum besten Spieler der Defensive Line der gesamten Liga gewählt. Von seinem College wurde er aufgrund seiner sportlichen Leistungen dreimal ausgezeichnet.

### Profikarriere
Keith Millard wurde im Jahr 1984 von den Minnesota Vikings in der ersten Runde 13. Stelle gedraftet. Auch die Arizona Wranglers aus der United States Football League (USFL) waren an einer Verpflichtung von Millard interessiert. Nachdem er sich vertraglich an die Mannschaft aus Arizona gebunden hatte, wurde er von den Wranglers an die Jacksonville Bulls abgegeben. 1985 stellte die USFL den Spielbetrieb ein und Millard wechselte nach nur einem Spieljahr in der USFL zu den Vikings, die von Bud Grant trainiert wurden. Millard lief für die Vikings zusammen mit Chris Doleman als Defensive End auf. Es gelang ihm in seinem ersten Spieljahr den gegnerischen Quarterback insgesamt elfmal hinter der Line of Scrimmage zu Fall zu bringen. Im Jahr 1987 konnte Millard mit dem Team aus Minnesota in das NFC Championship Game einziehen, wo man allerdings den Washington Redskins mit 17:10 unterlag. Im folgenden Jahr scheiterten die Vikings in den Playoffs an den San Francisco 49ers mit 34:9. Im Jahr 1989 konnte Millard zum dritten Mal mit seinem Team in die Endrunde einziehen, erneut scheiterte er aber mit den Vikings in den Playoffs an der Mannschaft aus San Francisco. Das Spiel endete mit 41:13 für die 49ers. Trotz dieser Niederlage war das Jahr 1989 für Millard seine statistisch beste Spielrunde. Nachdem er vor der Saison auf die Position eines Defensive Tackle gewechselt hatte, gelangen ihm in dieser Saison 18 Sacks. Damit ist er auf seiner Spielerposition noch heute Rekordhalter in dieser Kategorie.
Millard musste die Saison 1991 aufgrund einer Verletzung aussetzen. Er wechselte danach im Jahr 1992 zu den Seattle Seahawks und noch im selben Jahr zu den Green Bay Packers. Für beide Mannschaften spielte er nur jeweils zweimal in der NFL. Nach einem letzten Spieljahr bei den Philadelphia Eagles beendete er nach der Saison 1993 seine Laufbahn.

## Trainerlaufbahn
Nach seiner Spielerlaufbahn wurde Millard Assistenztrainer 1996 der Footballmannschaft des Fort Lewis College. Bis 2000 war er drei Jahre als Assistenztrainer am Menlo College aktiv, bevor er in den Profibereich zurück wechselte. Über die Los Angeles Dragons aus der Spring Football League (SFL) wechselte er im Jahr 2001 in die XFL zu den San Francisco Demons. Von 2001 bis 2004 war er Assistenztrainer unter Mike Shanahan bei den Denver Broncos. Im Jahr 2005 wurde er von Al Davis verpflichtet und war fortan für die Oakland Raiders tätig. Nach einem Jahr als Assistent bei den Tampa Bay Buccaneers wechselte er vor der Saison 2012 als Assistent von Head Coach Mike Munchak zu den Tennessee Titans.

## Ehrungen
Keith Millard spielte zweimal im Pro Bowl, dem Abschlussspiel der besten Spieler einer Saison. Er wurde einmal in das All-USFL-Team gewählt und viermal zum All-Pro in der NFL. Er ist Mitglied im NFL 1980s All-Decade Team und im USFL-All-Time-Team. Nach seinem persönlich erfolgreichsten Spieljahr 1989 wurde er mit der Wahl zum NFL Defensive Player of the Year geehrt. Die Vikings haben ihn in die Liste der 50 besten Spieler, die jemals für diese Mannschaft gespielt haben, aufgenommen.